# Elezioni parlamentari in Corea del Sud del 1954
Le elezioni parlamentari in Corea del Sud del 1954 si tennero il 20 maggio e furono vinte dal Jayudang di Syngman Rhee, che ottenne 114 seggi su 203. L'affluenza fu del 91,1%.

## Contesto
Syngman Rhee aveva perso le elezioni parlamentari del 1950 e si era reso responsabile di orribili massacri, come quello di Jeju e quello di Sinchon contro le forze di opposizione ed i comunisti, che nel corso della guerra di Corea aveva escluso dal Parlamento con la Legge di Sicurezza Nazionale, conosciuta come "legge anticomunista", che condannava i sostenitori della Repubblica Democratica Popolare di Corea a scontare dodici anni di galera e che è tuttora in vigore. Pur essendosi attirato l'odio dei suoi stessi alleati a causa della distruzione dei ponti sul Fiume Han e della sua volontà di annientare il governo comunista della Repubblica Popolare Democratica di Corea, Rhee era riuscito ad imporre la legge marziale al Parlamento, aveva espulso i suoi oppositori e con una nuova legge aveva stabilito che il Presidente sarebbe stato eletto direttamente dal popolo, e non dal Parlamento. Pertanto, grazie alla sua popolarità causata dalla guerra di Corea, aveva vinto le elezioni presidenziali del 1952 ed aveva rafforzato il suo potere. Al termine della guerra di Corea, la sua popolarità era cresciuta ulteriormente, e fu facile per lui vincere anche le elezioni parlamentari.

## Risultati
| Jayudang                         | 2 756 061 | 36,79 | 114 |  |  |  |
| Partito Nazionalista Democratico | 593 499   | 7,92  | 15  |  |  |  |
| Associazione Nazionale           | 192 109   | 2,56  | 3   |  |  |  |
| Partito Nazionalista di Corea    | 72 923    | 0,97  | 3   |  |  |  |
| Altri                            | 286 097   | 3,82  | –   |  |  |  |
| Indipendenti                     | 3 591 617 | 47,94 | 68  |  |  |  |
| Totale                           | 7 492 306 | 100   | 203 |  |  |  |
|                                  |           |       |     |  |  |  |
| Voti non validi                  | 206 082   | 2,68  |     |  |  |  |
| Votanti                          | 7 698 388 | 91,14 |     |  |  |  |
| Elettori                         | 8 446 509 |       |     |  |  |  |

## Conseguenze del voto
In seguito alla vittoria, Syngman Rhee fu nominato Primo Ministro, ed ottenne un potere ancora maggiore con un nuovo emendamento che gli permetteva di essere escluso dall'ineleggibilità alla carica di presidente dopo un periodo di otto anni. La terza elezione alla presidenza di Rhee sembrava ormai scontata quando il suo oppositore, Shin Ik-hee, cavalcò l'onda del dissenso popolare per organizzare enormi manifestazioni di piazza. Tuttavia la sua morte improvvisa durante la campagna elettorale permise al presidente in carica di essere nuovamente eletto e di sconfiggere facilmente l'oppositore di sinistra Cho Bong-am, il quale in seguito venne accusato di spionaggio e messo a morte nel 1959.